# 強いCP問題
強いCP問題（つよいCPもんだい、英: Strong CP problem）とは、強い相互作用を記述する量子色力学（QCD）はCP対称性を破るのが自然であるにもかかわらずCP対称性が成立しているように見えるのはなぜか、という素粒子物理学の問題である。強いCP問題は理論の自然さを問う微調整問題での一つである。強いCP問題は物理学の未解決問題のひとつとみなされている。

## 概要
原子核を構成する陽子や中性子は、クォークと呼ばれる素粒子がグルーオンの交換により媒介される強い相互作用によって束縛された状態だと理解されている。クォークやグルーオンの性質は量子色力学と呼ばれる場の量子論に基づいた理論により記述される。
ある理論がCP変換に対して不変であるとき、この理論はCP対称性を持つ、と言われる。ここで、CP変換は荷電共役変換 (charge conjugation, C) とパリティ変換 (parity, P) を組み合わせた変換のことである。
量子色力学はCP対称性の破れを表す{\displaystyle \theta }というパラメーターを持っており、量子色力学がCP対称性を持つのは特別な場合にすぎない。その特別な場合を考えなければ、量子色力学はCP対称性を破る。量子色力学がCP対称性を破る場合、中性子の電気双極子モーメントが 10−16 e·cm 程度となるのが自然とされているが、現在の実験上の上限値は{\displaystyle 3.0\times 10^{-26}e\,\mathrm {cm} }である。すなわち、中性子の電気双極子モーメントの大きさは量子色力学から素朴に期待される値のおおよそ100億分の1以下であり、量子色力学はCP対称性を不自然に良い精度で持っていることになる。
量子色力学をその一部として含んでいる標準模型を考えると、中性子の電気双極子モーメントの小ささはさらに不自然なものに見える。
標準模型では、小林益川機構によりCP対称性が破れていることが実験的に確立している。そのために、標準模型の一部を為している量子色力学がCP対称性を持つ理論的な必然性はない。
強いCP問題を解決するために、いくつかの解決策が提案されている。最もよく知られているのは、 ペッチェイ・クイン理論で、アクシオンと呼ばれる擬スカラー粒子を導入することによって強いCP問題を解決するが、アクシオンは2022年現在未発見であり、ペッチェイ・クイン理論が強いCP問題の解である確証は得られていない。

## 定式化
量子色力学 (Quantum Chromodynamics, QCD) は、{\displaystyle SU(3)}ゲージ対称性にもとづく非可換ゲージ理論である。クォークはディラック場により記述されるスピン1/2のフェルミオンであり、{\displaystyle SU(3)} ゲージ変換に対しては基本表現（定義表現）に従って変換される。クォークには、u、d、s、c、b および tの6種類があり、このクォークの種類はフレーバーと呼ばれる。クォーク場 {\displaystyle q} のラグランジアンは、和をフレーバーに関する和として
{\displaystyle {\mathcal {L}}_{\mathrm {QCD,q} }=\sum _{f}{\bar {q}}_{f}(i\gamma ^{\mu }D_{\mu }-m_{f})q_{f}}
により与えられる。{\displaystyle A_{\mu }^{a}} がグルーオン場である。
強い CP 問題は QCD の真空状態として CP 対称性を破る状態がありうることに由来する。このような真空状態の可能性は {\displaystyle U(1)} 問題として知られる問題を解決する過程で発見された

。

### U(1){\displaystyle U(1)}問題
6種類のクォークのなかでも、アップクォークとダウンクォークの2種類は特に質量が小さいため、質量を0と見なす近似が良い近似となる。この近似のもとでは、QCD ラグランジアンはカイラル変換
{\displaystyle u\mapsto e^{i\gamma _{5}\alpha }u,\ \ d\mapsto e^{i\gamma _{5}\alpha }d}
({\displaystyle \alpha } は変換のパラメータ) に関する対称性 ({\displaystyle U(1)_{A}} 対称性) を持つ。この対称性が破れていないならばハドロンのスペクトルにパリティ二重項が存在するはずであるものの、そのような二重項は観測されていない。この対称性が自発的に破れているとすると、南部・ゴールドストーン粒子としてπ中間子と同程度以下の質量を持つアイソスカラーの擬スカラー粒子が存在するはずであるが、やはりそのような粒子は観測されていない。この問題をスティーヴン・ワインバーグは1975年に {\displaystyle U(1)} 問題と命名した。
{\displaystyle U(1)} 問題は1976年にヘーラルト・トホーフトによって経路積分の際にインスタントンを考慮することによって解決された。

### θ-真空
非可換ゲージ理論を古典的に扱うと巻き付き数によって区別される（ただしゲージ変換で等価な）真空が存在するが、インスタントンは異なる巻き付き数の真空の間のトンネル効果による遷移を表していると解釈することができる。その結果として位相パラメータ {\displaystyle \theta } に連続的に依存する真空状態（θ真空）が存在する。
この位相パラメータ {\displaystyle \theta } の効果は経路積分において実効的にラグランジアンにトポロジカル項（{\displaystyle \theta }-項）
{\displaystyle {\cal {L}}_{\theta }=-{\frac {g^{2}\theta }{32\pi ^{2}}}F_{\mu \nu }{\tilde {F}}^{\mu \nu }}
を追加することにより扱うことができ、その結果この系は経路積分
{\displaystyle Z=\int {\mathcal {D}}A\,{\mathcal {D}}\psi \,{\mathcal {D}}{\bar {\psi }}\,\exp i\int d^{4}x\left[i{\bar {\psi }}D_{\mu }\gamma ^{\mu }\psi -{\frac {1}{4}}F^{a\mu \nu }F_{\mu \nu }^{a}-{\frac {g^{2}\theta }{32\pi ^{2}}}{\tilde {F}}^{a\mu \nu }F_{\mu \nu }^{a}\right]}
により記述される。

### 強い CP 問題
トポロジカル項の存在は理論のパリティ対称性およびCP対称性を破る。この項の効果を見るために、上述の系において Dirac 場に {\displaystyle U(1)_{A}} 変換
{\displaystyle \psi \mapsto e^{-i\alpha \gamma _{5}}\psi }
を施すと、積分測度が
{\displaystyle {\mathcal {D}}\psi \,{\mathcal {D}}{\bar {\psi }}\mapsto \exp \left[-i\int d^{4}x{\frac {g^{2}\alpha }{16\pi ^{2}}}{\tilde {F}}^{\mu \nu }F_{\mu \nu }\right]{\mathcal {D}}\psi \,{\mathcal {D}}{\bar {\psi }}}
という変換を受ける（藤川の方法）。従ってこの変換は {\displaystyle \theta }-項の係数を
{\displaystyle \theta \mapsto \theta +2\alpha }
へと変換する。それ故に可観測量は {\displaystyle \theta } に、クォーク質量に関するパラメータ {\displaystyle {\mathcal {M}}_{f}} との組み合わせ
{\displaystyle e^{-i\theta }\prod _{f}{\mathcal {M}}_{f}}
を通じてしか依存することはできず、特にひとつのフレーバーのクォーク質量がゼロであれば可観測量はパラメータ {\displaystyle \theta } に依存しない。仮にそうであれば QCD にはやはり P 対称性や CP 対称性が存在することになる。実際には u クォークと d クォークは非常に軽いもののゼロでない質量を持ち、その結果 CP 対称性の破れは中性子に電気双極子モーメント
{\displaystyle d_{n}\approx |\theta |{\frac {em_{\pi }^{2}}{m_{N}^{3}}}\approx 10^{-16}|\theta |e\,\mathrm {cm} }
を生じさせる（{\displaystyle m_{\pi }} はパイ中間子の質量、{\displaystyle m_{N}} は核子の質量）。
しかし実験的に中性子の電気双極子モーメントは {\displaystyle 3.0\times 10^{-26}e\,\mathrm {cm} } より小さいことが知られており、それ故にパラメータ {\displaystyle \theta } には
{\displaystyle |\theta |<10^{-10}}
という強い制限が要求される。このように {\displaystyle \theta } が極めて小さな値を取るのはなぜか、という問いが強い CP 問題である。

## Peccei-Quinn 機構
strong CP 問題を解決するモデルとしては以下の選択肢がある。
1. 型破りな理論
2. CP対称性の自発的破れ
3. 付加的なカイラル対称性

このうち第一の選択肢については説得力のあるモデルがないため、第二の選択肢についてはCP対称性をラグランジアンのレベルで破る小林・益川理論の成功のため、いずれも望みが薄いと Peccei は指摘している。第三の付加的なカイラル対称性については、さらに次のふたつの可能性がある。
1. アップクォークの質量はゼロである。
2. 標準モデルにひとつの大域的 {\displaystyle U(1)} 対称性を追加する。

このうち前者は実験的に棄却されている。後者の可能性が1977年に Roberto Peccei と Helen Quinn によって提案されたPeccei-Quinn機構である。
Peccei-Quinn 機構では {\displaystyle U(1)_{\mathrm {PQ} }} と呼ばれる大域対称性を導入し、それが自発的に破れることによってアクシオンとして知られる南部・ゴールドストーン粒子が導入される。アクシオン場を {\displaystyle \phi } とすると、低エネルギー有効理論のラグランジアンは
{\displaystyle L=-{\frac {1}{2}}\partial _{\mu }\phi \partial ^{\mu }\phi -{\frac {1}{64\pi ^{2}}}{\frac {\phi }{M}}{\tilde {F}}^{a\mu \nu }F_{\mu \nu }^{a}+\cdots }
（{\displaystyle M} は定数）という形となり、{\displaystyle \theta }-項と上記以外の項がすべて C および CP 対称性を持つならば、有効ポテンシャルは
{\displaystyle \theta +{\frac {\phi }{M}}=0}
を停留点として持つ。これによって P 対称性および CP 対称性が回復する。